# Карім Сіссе
Карім Сіссе (фр. Karim Cissé, нар. 14 листопада 2004, Конакрі, Гвінея) — гвінейський футболіст, нападник французького клубу «Сент-Етьєн» та національної збірної Гвінеї.

## Ігрова кар'єра

### Клубна
Карім Сіссе народився у столиці Гвінеї - місті Конакрі і займатися футболом почав у місцевій футбольній академії. Згодом футболіст перебрався до Європи, де у Франції приєднався до молодіжної команди клубу «Сент-Етьєн». З 2020 року Сіссе почав виступи за дублюючий склад клубу у Національному дивізіоні 3.
З сезону 2023/24 нападника було внесено до заявки першої команди. 1 липня 2023 року футболіст підписав з клубом професійний контракт до 2026 року. І дебютну гру в основі Сіссе провів 5 серпня 2023 року у матчі Ліги 2 проти «Гренобля».

### Збірна
Перший виклик до національної збірної Гвінеї Карім Сіссе отримав у жовтні 2023 року на товариську гру. А дебют у головній команді країни відбувся 21 листопада того року у матчі відбору до чемпіонату світу 2026 року проти команди Ботсвани.
У січні 2024 року Карім Сіссе брав участь у Кубку африканських націй у Кот-д'Івуар.